# Heinrich Schumacher (Politiker, 1899)
Heinrich Schumacher (* 3. September 1899 in Oppendorf; † 27. April 1982 ebenda) war ein deutscher Politiker (CNBLP und CDU).

## Leben und Beruf
Nach dem Besuch der Volksschule war Schumacher als Landwirt tätig. Der CDU gehörte er seit 1945 an.
Heinrich Schumacher war verheiratet und hatte fünf Kinder.

## Abgeordneter
Dem Kreistag des ehemaligen Kreises Lübbecke gehörte er vom 19. März 1961 bis zum 9. November 1969 an, wie auch sein Sohn Erich, der von 1969 bis 1999 dem selbigen vor und nach der Gebietsreform in Lübbecke und Minden angehörte und zugleich der letzte Bürgermeister der Gemeinde Oppendorf war, bevor die neu entstandene Gemeinde Stemwede am 1. Januar 1973 gebildet wurde.
Im Westfälischen Provinzial-Landtag war Schumacher von 1930 bis 1932 Mitglied.

## Öffentliche Ämter
Vom 7. April 1961 bis zum 21. November 1969 war er ununterbrochen Landrat des Kreises Lübbecke.

## Ehrungen
1969 wurde Schumacher das Bundesverdienstkreuz 1. Klasse verliehen.